# Voll kein Typ
Voll kein Typ (jap. 合コンに行ったら女がいなかった話 Gōkon ni Ittara Onna ga Inakatta Hanashi) ist eine Mangaserie von Mangaka Nana Aokawa, die seit 2020 in Japan erscheint. 2022 kam in Japan eine Verfilmung als Dorama heraus, 2024 folgte eine Umsetzung als Anime-Fernsehserie. Die Serie ist international auch unter dem englischen Titel How I Attended an All-Guy's Mixer bekannt.

## Inhalt
Student Tokiwa wird von seiner gutaussehenden Kommilitonin Suo zu einem Gruppendate eingeladen und bringt seine beiden Freunde Asagi und Hagi mit. Am verabredeten Ort sitzen die Jungs scheinbar drei gutaussehenden jungen Männern gegenüber. Doch die stellen sich als Suo und ihre beiden Kolleginnen Fuji und Kohaku vor, die alle in einer Crossdressing-Bar arbeiten – und sich dem Hobby auch sonst gern hingeben. Die Studenten sind irritiert, aber auch fasziniert von den Mädchen, die so attraktive Männer hergeben. Sie erfahren bald, dass ihre Verabredungen als Mädchen ebenso gutaussehend sind und bleiben gern mit ihnen in Kontakt. Die sich entwickelnden Beziehungen werden durch das übliche Crossdressing und andere Hobbys der Mädchen jedoch vor einige Herausforderungen gestellt. So fühlen die Jungs sich in ihrer Rolle oder sexuellen Orientierung in Frage gestellt oder werden in die Hobbys ihrer Partnerinnen hineingezogen.

## Veröffentlichungen
Der Manga erschien ab März 2020 zunächst auf der Plattform pixiv. Seit Februar 2021 wird sie von Square Enix im Gangan Oline veröffentlicht. Der Verlag brachte die Kapitel auch gesammelt in bisher acht Bänden heraus. Eine deutsche Fassung erscheint seit Oktober 2024 bei Loewe Manga in bisher fünf Bänden (Stand Juni 2025). Die Übersetzung stammt von Yuko Keller. Eine englische Version wird auf der Plattform Manga UP! veröffentlicht.
2022 wurde von Tokyo MX und Kansai TV ein Dorama auf Grundlage des Mangas gezeigt. Bei der Produktion der zehn Folgen führten Satoshi Takemoto, Akimori Sakami und Masaki Ogata.
Eine Umsetzung als Anime wurde im Oktober 2023 angekündigt. Die Serie entstand bei Ashi Productions unter der Regie von Kazuomi Koga und nach einem Drehbuch von Deko Akao. Das Charakterdesign wurde von Yōko Tanabe adaptiert. Der Anime startete am 5. Oktober 2024 bei den Sendern Tokyo MX, BS Nittere, Kansai TV und AT-X in Japan und wird international mit englischen Untertiteln auf der Plattform HiDive unter der Lizenz von Sentai Filmworks gezeigt.

### Synchronisation
| Rolle  | japanischer Stimme (Seiyū) |
| ------ | -------------------------- |
| Fuji   | Aoi Yūki                   |
| Hagi   | Gakuto Kajiwara            |
| Suo    | Mikako Komatsu             |
| Kohaku | Nao Tōyama                 |
| Asagi  | Shun Horie                 |
| Tokiwa | Shunsuke Takeuchi          |

### Musik
Für das Dorama wurde die Musik von Takatsugu Wakabayashi komponiert. Die Musik der Animeserie stammt von Technoboys Pulcraft Green-Fund. Der Vorspanntitel ist Merry Go Round Time von Nasuo☆ und der Ending Song ist Ōsama Da-reda von ASOBI Dōmei.